# Dennis Nieblas
Dennis Nieblas (n. Tarrasa, Barcelona, 16 de octubre de 1990) es un futbolista español que juega en la de marcación de defensa para el CD Ibiza Islas Pitiusas de la Segunda Federación.

## Trayectoria
En 2004 el filial del Terrassa FC se hizo con Dennis cuando contaba con 14 años. Finalmente con 16 años fichó por el CE Mercantil por dos años. En 2009 fue el CE Europa. Posteriormente, en 2010 hizo su debut con el CF Olesa de Montserrat a los 20 años de edad. Jugó durante un año, hasta que en 2011 fichó por el CE Manresa. Después de jugar 23 partidos y haber marcado su primemr gol como futbolista, fichó por el CD Masnou por otro año, jugando 28 partidos. Finalmente en 2013 fue traspasado al CD Trofense de Portugal, En agosto de 2014 fichó por el Othellos Athienou FC, y tras un breve paso por el Shabab Al Ordon Al Qadisiya jordano, fichó por el Club Deportivo Guadalajara de España en la temporada 2015/2016. Tras un breve paso por el Kapfenberger SV de Austria, en el mercado invernal de 2017 es contratado por River Ecuador, con el fin de disputar toda la temporada en el club ecuatoriano de Primera División pero el 9 de mayo de ese mismo año se dio por rescindido su contrato con esta institución. 
El 29 de julio de 2017, fichó por la Real Balompédica Linense del grupo XIV de Segunda División B.
El 28 de enero de 2018, tras rescindir su contrato con el conjunto andaluz, firma por el Víkingur Gøta islandés.
Tras comenzar la temporada 2018-19 sin equipo, en enero de 2019 firma por el CD Toledo hasta el final de la temporada.
El 9 de enero de 2020, firma por el Ayutthaya United FC de la Liga 2 de Tailandia.
El 8 de septiembre de 2020, firma por el Chiangmai FC de la Liga 2 de Tailandia.
En enero de 2021, se compromete con el Chainat FC de la Liga 2 de Tailandia.
El 1 de agosto de 2021, firma por el Ayutthaya United FC de la Liga 2 de Tailandia
El 4 de julio de 2022, firma por el Chainat Hornbill Football Club de la Liga 2 de Tailandia, en el que juega hasta final de año.

## Clubes
| Club                           | País        | Año         | Partidos | Goles |
| ------------------------------ | ----------- | ----------- | -------- | ----- |
| CE Mercantil                   | España      | 2006 - 2008 | ¿?       | ¿?    |
| CE Europa                      | España      | 2008 - 2009 | ¿?       | ¿?    |
| CF Olesa de Montserrat         | España      | 2010 - 2011 | 2        | 0     |
| CE Manresa                     | España      | 2011 - 2012 | 23       | 1     |
| CD Masnou                      | España      | 2012 - 2013 | 28       | 0     |
| Trofense                       | Portugal    | 2013 - 2014 | 27       | 1     |
| Othellos Athienou FC           | Chipre      | 2014        | 7        | 0     |
| Shabab Al Ordon Al Qadisiya    | Jordania    | 2015        | 12       | 2     |
| CD Guadalajara                 | España      | 2015 - 2016 | 6        | 2     |
| Kapfenberger SV                | Austria     | 2016        | 8        | 1     |
| CD River Ecuador               | Ecuador     | 2017        | 2        | 0     |
| Real Balompédica Linense       | España      | 2017 - 2018 | 10       | 1     |
| Víkingur Gøta                  | Islas Feroe | 2018        | 23       | 0     |
| CD Toledo                      | España      | 2018 - 2019 | 14       | 1     |
| Ayutthaya United FC            | Tailandia   | 2020        | 4        | 0     |
| Chiangmai FC                   | Tailandia   | 2020        | 7        | 1     |
| Chainat FC                     | Tailandia   | 2021        | 14       | 3     |
| Ayutthaya United FC            | Tailandia   | 2021 - 2022 | 5        | 0     |
| Chainat Hornbill Football Club | Tailandia   | 2022        | 15       | 2     |
| CD Ibiza Islas Pitiusas        | España      | 2023 -      | 6        | 0     |